# Maccaffertium bednariki
Maccaffertium bednariki är en dagsländeart som först beskrevs av Mccafferty 1981.  Maccaffertium bednariki ingår i släktet Maccaffertium och familjen forsdagsländor. Inga underarter finns listade i Catalogue of Life.